# Harvey Korman
Harvey Herschel Korman (* 15. Februar 1927 in Chicago, Illinois; † 29. Mai 2008 in Los Angeles) war ein US-amerikanischer Schauspieler und Komiker. Korman wurde Anfang der 1960er-Jahre im Fernsehen durch seine Mitwirkung in der Danny Kaye Show bekannt und war von 1967 bis 1977 Sketchpartner von Carol Burnett in ihrer Fernsehshow. Außerhalb der Vereinigten Staaten wurde Korman vor allem berühmt als Nebendarsteller in den Filmparodien Mel Brooks’ und der Pink-Panther-Reihe.

## Biografie
Harvey Korman wurde in Chicago geboren. Schon in der Schule begeisterte er sich für die Schauspielerei und wurde Mitglied des Schauspielkurses auf der High School. Nachdem er im Zweiten Weltkrieg bei der United States Navy gedient hatte, ging Korman an die Schauspielschule des Chicagoer Goodman Theatre. Dort etablierte er sich als Charakterdarsteller in Stücken von Shakespeare, Ibsen und Shaw. Ende der 1940er-Jahre ging Korman nach New York und bemühte sich dort um Engagements als Schauspieler am Broadway. Nach mehreren erfolglosen Jahren, in denen Korman in Restaurants arbeitet und erste Versuche als Komiker in Nachtclub unternahm, kehrte er zunächst nach Chicago zurück, um schließlich 1960 sein Glück in Hollywood zu versuchen.
Nach einigen Statistenrollen in Spielfilmen und Fernsehserien wie Perry Mason wurde Korman 1964 von Danny Kaye für seine Fernsehshow engagiert. Korman blieb bis zum Ende der Show im Jahr 1967 Mitglied des Ensembles um Kaye. Kormans komisches Talent sicherte ihm neben der Arbeit mit Danny Kaye Gastauftritte in den Fernsehshows von Lucille Ball und Jack Benny sowie in der Sitcom The Munsters. Darüber hinaus begann Korman, seine markante Stimme in Zeichentrickserien einzusetzen, so als das kleine grüne Männchen „The Great Gazoo“ (auf Deutsch „Galaxius vom Saxilus“) in der Serie Familie Feuerstein.

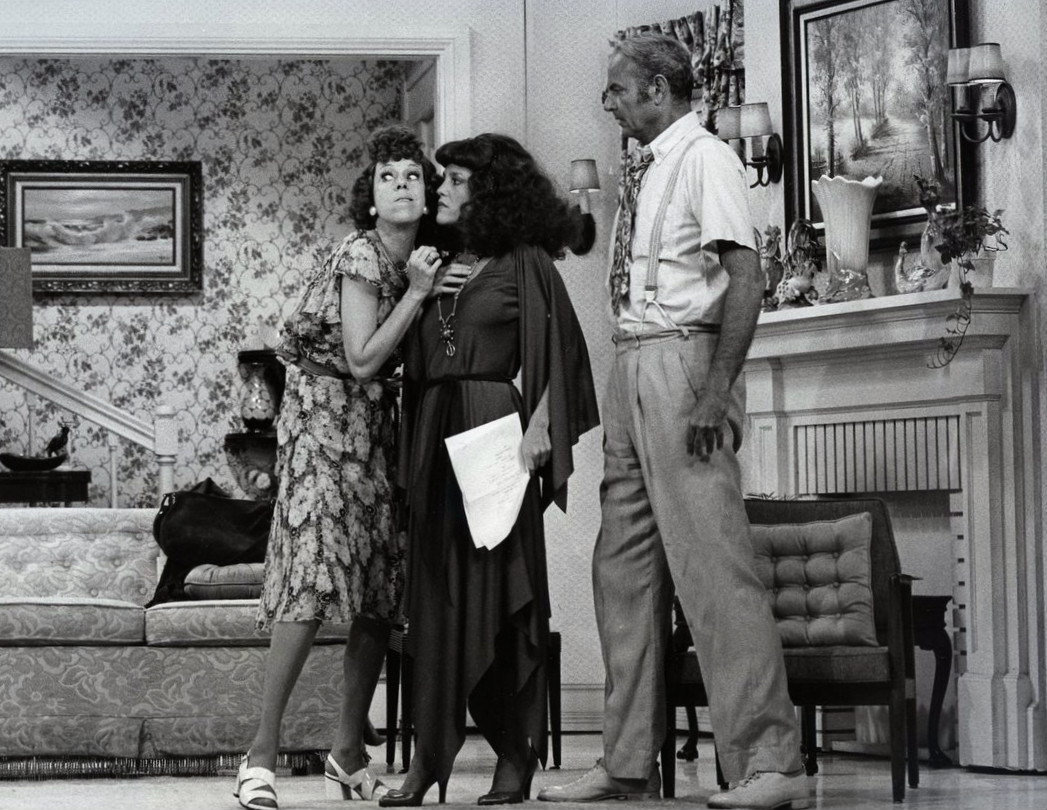
Harvey Korman mit Carol Burnett und Madeline Kahn, 1976

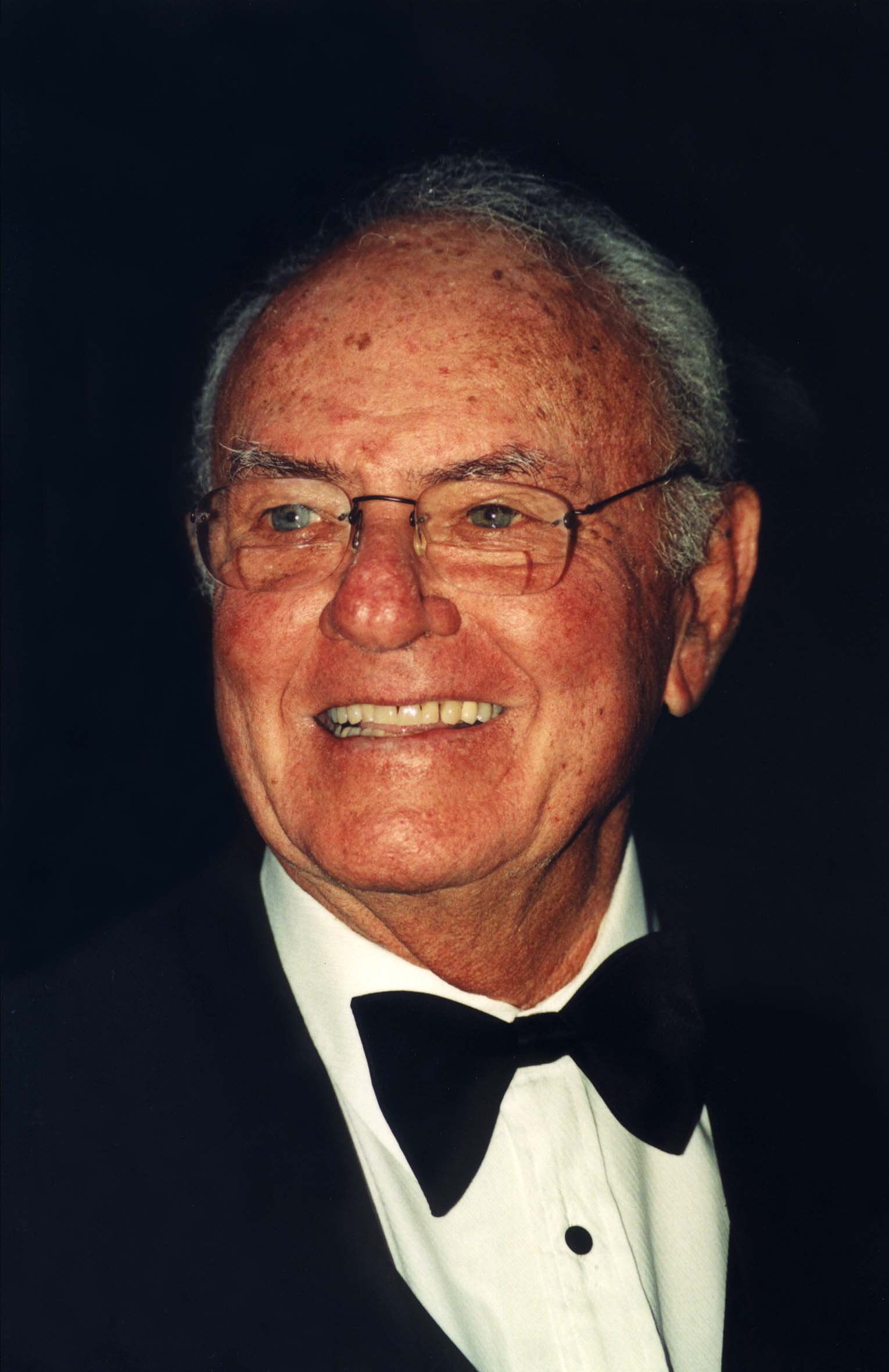
Harvey Korman (2001)

Kormans endgültiger Durchbruch kam 1967 mit der Carol Burnett Show, in der er zusammen mit Burnett, Vicki Lawrence und Tim Conway zehn Jahre lang auftrat. Korman spielte häufig in Sketchen den Ehepartner von Carol Burnett, besonders beliebt waren aber seine gemeinsamen Auftritte mit Tim Conway, die beide auch nach dem Ende der Show in Theatertourneen fortsetzten. Harvey Korman wurde zwischen 1969 und 1976 siebenmal für den Emmy Award, den bedeutendsten amerikanischen Fernsehpreis, nominiert und hat ihn insgesamt viermal gewonnen. Außerdem gewann Korman 1975 den Golden Globe Award als bester Nebendarsteller in einer Fernsehproduktion.
Korman verließ die Carol Burnett Show nach der vorletzten Staffel und versuchte sich 1978 an einer eigenen Fernsehshow, die aber nach nur einem Jahr eingestellt wurde. Anfang der 1980er-Jahre wirkte Korman in der Tim Conway Show mit sowie in der Sitcom Mama’s Family, einem Spin-off der Carol Burnett Show. Eine letzte feste Serienrolle hatte Korman 1989 in der von Mel Brooks produzierten Sitcom The Nutt House, die allerdings schon nach sechs Wochen wieder eingestellt wurde. Ansonsten beschränkte sich Korman auf Gastauftritte in Serien, unter anderem in Love Boat, Diagnose: Mord, Ellen oder Emergency Room – Die Notaufnahme. Zusätzlich war er ein beliebter Gaststar in Zeichentrickserien, so zum Beispiel in Garfield und seine Freunde, Captain Buzz Lightyear – Star Command und Hey Arnold!.
1973 besetzte Mel Brooks Harvey Korman als den korrupten Politiker Hedley Lamarr (nicht zu verwechseln mit Hedy Lamarr) in seiner Westernparodie Der wilde wilde Westen. Diese Rolle wurde Kormans größter Filmerfolg. Brooks setzte Korman in ähnlich angelegten Rollen als Bösewicht in der Hitchcockparodie Höhenkoller und dem Episodenfilm Mel Brooks – Die verrückte Geschichte der Welt ein. Eine letzte Zusammenarbeit zwischen Korman und Brooks gab es 1995, als Korman einen Gastauftritt in Dracula – Tot aber glücklich hatte.
Neben den Mel-Brooks-Filmen hatte Korman Gastauftritte als Professor Auguste Balls in den Pink-Panther-Filmen Der rosarote Panther wird gejagt und Der Fluch des rosaroten Panthers, wobei ein Teil seiner Szenen aus nicht veröffentlichtem Material aus Inspektor Clouseau, der „beste“ Mann bei Interpol stammten. 1980 wirkte Korman in Herbie dreht durch, dem letzten Kinofilm der ersten Herbie-Reihe mit.
Korman war von 1960 bis 1977 mit Donna Elhart und seit 1982 mit Deborah Fritz verheiratet. Aus beiden Ehen gingen je zwei Kinder hervor. Harvey Korman starb am 29. Mai 2008 im Alter von 81 Jahren an den Folgen eines vier Monate zuvor erlittenen Risses eines Bauchaortenaneurysmas.

## Fernsehshows (Auswahl)
- 1964–1967: The Danny Kaye Show
- 1965–1966: Familie Feuerstein
- 1967–1977: The Carol Burnett Show
- 1976: Muppet Show
- 1978: The Harvey Korman Show
- 1978: Star Wars Holiday Special
- 1980: The Tim Conway Show
- 1983–1984: Mama’s Family
- 1986: Leo & Liz in Beverly Hills
- 1989: The Nutt House

## Filmografie (Auswahl)
- 1962: Gypsy
- 1962: Kein Fall für FBI (The Detectives, Fernsehserie, 1 Folge)
- 1966: Mollymauk, der Wunderknabe (Lord Love a Duck)
- 1966: Fred Feuerstein lebt gefährlich (A Man Called Flintstone)
- 1967: Drei Bissen vom Apfel (Three Bites of the Apple)
- 1969: Ein Frosch in Manhattan (The April Fools)
- 1974: Der wilde wilde Westen (Blazing Saddles)
- 1977: Mel Brooks’ Höhenkoller (High Anxiety)
- 1979: 1998 – Die Vier-Milliarden-Dollar-Show (Americathon 1998), als Monty Rushmore
- 1980: Ene Mene Mu und Präsident bist du (First Family)
- 1980: Herbie dreht durch (Herbie Goes Bananas)
- 1981: Mel Brooks – Die verrückte Geschichte der Welt (History of the World: Part I)
- 1982: Der rosarote Panther wird gejagt (Trail of the Pink Panther)
- 1983: Der Fluch des rosaroten Panthers (Curse of the Pink Panther)
- 1985: Alice im Wunderland (Alice in Wonderland, Fernsehfilm)
- 1987: Munchies
- 1993: Der Schrei der Taube (Betrayal of the Dove)
- 1993: Flanell No. 5 – Tödlicher Duft (Based on an unture Story)
- 1994: Flintstones – Die Familie Feuerstein (The Flintstones)
- 1994: Radioland Murders – Wahnsinn auf Sendung (Radioland Murders)
- 1995: Dracula – Tot aber glücklich (Dracula: Dead and Loving It)
- 1996: Versprochen ist versprochen (Jingle All The Way)
- 1997: Diagnose: Mord (Diagnosis: Murder, Fernsehserie, 1 Folge)
- 1999: Gideon
- 2000: Die Flintstones in Viva Rock Vegas (The Flintstones in Viva Rock Vegas)

## Auszeichnungen
- Emmy Awards:

Harvey Korman wurde 1969, 1971, 1972 und 1974 für seine Mitwirkung in der Carol Burnett Show ausgezeichnet.
Er erhielt weitere Nominierungen 1973, 1976 und 1977.
- Golden Globe Award:

Korman wurde 1975 als bester Nebendarsteller in einer Fernsehserie für seine Mitwirkung in der Carol Burnett Show ausgezeichnet.
Zuvor war er in derselben Kategorie bereits in den Jahren 1972, 1973 und 1974 nominiert.